# Вега, Хесус Тадео
Хесус Тадео Вега Ортис (исп. Jesús Tadeo Vega Ortiz; род. 23 мая 1994, Мехико) — мексиканский легкоатлет, специалист по спортивной ходьбе. Выступал за сборную Мексики по лёгкой атлетике в 2010—2021 годах, победитель и призёр ряда крупных международных стартов, участник летних Олимпийских игр в Токио.

## Биография
Хесус Тадео Вега родился 23 мая 1994 года в Мехико, Мексика.
Впервые заявил о себе в лёгкой атлетике на международном уровне в сезоне 2010 года, когда вошёл в состав мексиканской сборной и выступил на Кубке мира по спортивной ходьбе в Чиуауа, где в гонке юниоров на 10 км закрыл десятку сильнейших. Стартовал в ходьбе на 10 000 метров на юношеских Олимпийских играх в Сингапуре, став на финише седьмым.
В 2011 году был третьим среди юниоров на Панамериканском кубке в Энвигадо, четвёртым на юношеском мировом первенстве в Лилле, выиграл бронзовую медаль на юниорских Центральноамериканских и Карибских играх в Панаме.
На Кубке мира 2012 года в Саранске финишировал третьим среди юниоров. Позднее победил на юниорском центральноамериканском и карибском первенстве в Сан-Сальвадоре, стал пятым на юниорском мировом первенстве в Барселоне.
В 2013 году в ходьбе на 20 км стартовал на Панамериканском кубке в Гватемале, но был дисквалифицирован за нарушение техники ходьбы.
В 2014 году занял 35-е место на Кубке мира в Тайцане.
В 2016 году на международном старте в чешских Подебрадах пришёл к финишу четвёртым, установив при этом свой личный рекорд в ходьбе на 20 км — 1:19:20.
В 2017 году в 20-километровой дисциплине взял бронзу на чемпионате Мексики в Монтеррее, показал 35-й результат на чемпионате мира в Лондоне.
В 2018 году выиграл чемпионат Мексики в Монтеррее в ходьбе на 10 000 метров.
В 2019 году с личным рекордом 4:04:49 финишировал восьмым на Панамериканском кубке по ходьбе на 50 км в Ласаро-Карденасе.
Выполнив олимпийский квалификационный норматив (1:21:00), в 2021 году удостоился права защищать честь страны на летних Олимпийских играх в Токио — в программе 20 км показал время 1:30:37, расположившись в итоговом протоколе соревнований на 42-й строке. По окончании токийской Олимпиады завершил спортивную карьеру.